# Nicholas Purnell
Nicholas Purnell (Sídney, 4 de junio de 1990) es un deportista australiano que compitió en remo. Su hermano Alexander compitió en el mismo deporte.
Ganó tres medallas en el Campeonato Mundial de Remo entre los años 2010 y 2018. Participó en dos Juegos Olímpicos de Verano, ocupando el sexto lugar en Londres 2012 y el sexto en Tokio 2020, en la prueba de ocho con timonel.

## Palmarés internacional
| Campeonato Mundial | Campeonato Mundial        | Campeonato Mundial | Campeonato Mundial |
| Año                | Lugar                     | Medalla            | Prueba             |
| ------------------ | ------------------------- | ------------------ | ------------------ |
| 2010               | Cambridge (Nueva Zelanda) | Medalla de bronce  | Ocho con timonel   |
| 2011               | Bled (Eslovenia)          | Medalla de bronce  | Cuatro sin timonel |
| 2018               | Plovdiv (Bulgaria)        | Medalla de plata   | Ocho con timonel   |